# Rafał Andraszak
Rafał Andraszak (ur. 5 lutego 1978 w Słupsku) – piłkarz polski, występujący na pozycji pomocnika. 
Wychowanek klubu Jantar Ustka, z którego wiosną 1998 przeniósł się do pierwszoligowej Amiki Wronki. We Wronkach Andraszak grał aż do końca sezonu 2001/02. W barwach Amiki wystąpił w zaledwie 17 meczach strzelając 1 gola, ale ma na swoim koncie Puchar i Superpuchar Polski zdobyty z tym klubem. 
Jesień 2002 spędził w Polonii Bydgoszcz, a wiosną 2003 przeniósł się do Piasta Gliwice. Jesienią 2004 zaliczył powrót do ekstraklasy. Sięgnął po niego Górnik Zabrze.
Andraszak zagrał jesienią w 8 meczach, ale działacze Górnika nie zdecydowali się na transfer definitywny i wiosną piłkarz przeniósł się do Podbeskidzia Bielsko-Biała. 
Po znakomitej wiośnie Górnik zdecydował się wykupić go z Piasta. Na Roosevelta zagrał łącznie w 49 meczach, strzelając 3 gole. W sumie w ekstraklasie zagrał w 66 spotkaniach, trafiając 4 razy do siatki przeciwników (stan na 19 sierpnia 2007 r.). W 2007 roku wrócił do Piasta Gliwice podpisując 3-letni kontrakt. Został on rozwiązany w styczniu 2009 roku.